# Panorpa guttata
Panorpa guttata är en näbbsländeart som beskrevs av Navás 1908. Panorpa guttata ingår i släktet Panorpa och familjen skorpionsländor. Inga underarter finns listade i Catalogue of Life.